# Dasylagon aegeriae
Dasylagon aegeriae är en stekelart som beskrevs av Muesebeck 1958. Dasylagon aegeriae ingår i släktet Dasylagon och familjen bracksteklar. Inga underarter finns listade i Catalogue of Life.